# W.S. Merwin
W.S. Merwin, właśc. William Stanley Merwin (ur. 30 września 1927 w Nowym Jorku, zm. 15 marca 2019 w Haʻikū-Paʻuwela) – amerykański poeta, dramaturg oraz tłumacz; działacz na rzecz ochrony środowiska i buddysta. Autor ponad 20 oryginalnych tomów poetyckich.

## Życiorys
W 1948 ukończył Princeton University, a rok później zdał dodatkowe kursy języków romańskich. W latach 50. podróżował po Europie, był m.in. nauczycielem syna Roberta Gravesa, mieszkał na Majorce, później w Londynie i na południu Francji. W 1952 wydał pierwszy tom poetycki, A Mask for Janus, który zdobył uznanie W.H. Audena. W 1956 roku powrócił do Stanów Zjednoczonych.
W latach 1967–1970 powstawały tomiki (The Lice i The Carrier of Ladders), w których Merwin przeciwstawiał się polityce zagranicznej USA i protestował przeciwko wojnie w Wietnamie. W 1971 za The Carrier of Ladders poeta otrzymał Nagrodę Pulitzera.
W 1976 roku rozpoczął naukę u mistrza buddyzmu zen, Roberta Aitkena. Merwin zamieszkał wtedy na Hawajach i zaangażował się w działania na rzecz ochrony środowiska, co znalazło odzwierciedlenie w jego kolejnych tomikach, m.in. The Compass Flower (1977), Opening the Hand (1983) i The Rain in the Trees (1988).
Wśród wielu tłumaczeń Merwina znalazły się m.in. sanskrycka poezja miłosna, Pieśń o Rolandzie, haiku Buson Yosa, Czyściec Dantego, dramaty Lorki i Eurypidesa oraz wiersze Nerudy czy Mandelsztama.
W 2013 roku Merwin został pierwszym laureatem Międzynarodowej Nagrody Literackiej im. Zbigniewa Herberta.

## Publikacje

### Publikacje w języku polskim
- 2013: Imię powietrza. Wiersze wybrane, oprac. Agata Hołobut
- 2020: Czas ogrodu i inne wiersze /Garden Time and Other Poems, przeł. i oprac. Ryszard Mierzejewski